# Pragser Bach
Der Pragser Bach (italienisch Rio Braies) ist ein 7,1 Kilometer langer Zufluss der Rienz, in die er zwischen den Gemeinden Niederdorf und Welsberg-Taisten mündet. Der Bach wird auch zur Stromerzeugung genutzt und entwässert 98 km², darunter auch den Pragser Wildsee, im Pragser Tal. Bedeutendster Zufluss ist der Stollabach von der Plätzwiese. Wichtige Ortschaften am Pragser Bach sind St. Veit und Schmieden in der Gemeinde Prags.